# Raoulia bryoides
Raoulia bryoides Hook.f. – gatunek roślin z rodziny astrowatych (Compositae Gis.). Występuje endemicznie w Nowej Zelandii.

## Rozmieszczenie geograficzne
Rośnie naturalnie na Wyspie Południowej. Rozprzestrzenia się od regionów Nelson i Marlborough aż po środkowe Otago.

## Morfologia
PokrójKrzew z gęstą i bardzo zwartą budową. Tworzy kępki, często o nieregularnym kształcie. Dorasta do 10–15 cm wysokości i 20–30 cm średnicy.
KorzenieGłówne korzenie są zazwyczaj głęboko zakotwiczone w szczelinie skalnej.
LiścieMają szarą barwę. Są owłosione. Są gęsto zgrupowane wokół wierzchołków gałązek.
KwiatyPseudancjum ma średnicę około 3 mm. Pojawia się wśród liści na końcach gałązek.
Gatunki podobneJest często mylony z gatunkiem R. mammillaris. Różni się od tego gatunku owłosionymi liśćmi. Ponadto liście są krótsze niż u R. mammillaris. Dodatkową różnicą są białe końcówki działek kielicha u R. mammillaris.

## Biologia i ekologia
Występuje na wysokości 1200–1800 m n.p.m. Naturalnymi stanowiskami są formacje skalne oraz piargi.
Jego gęsta i zwarta budowa ma za zadanie chronić roślinę przed słońcem i wiatrem. Dzięki temu utrzymuje ona masy wody i sprawia, że nie cierpi ona z powodu braku wilgoci.